# Ptyodactylus
Ptyodactylus Oken, 1817 è un genere di piccoli sauri della famiglia Phyllodactylidae.

## Descrizione
Sono gechi di grossa taglia, caratterizzati dalle dita che terminano con un polpastrello molto ampio e dotato di lamelle subdigitali adesive che conferiscono a questi sauri una notevole abilità di arrampicatori.

## Distribuzione
Gechi del genere Ptyodactylus si trovano in Nordafrica e Medio Oriente.

## Biologia
Hanno abitudini prevalentemente notturne ma la loro motilità si spinge fino alle ore diurne.

Si nutrono di insetti.

## Tassonomia
- Ptyodactylus guttatus (Heyden, 1827)
- Ptyodactylus hasselquistii (Donndorff, 1798) - Geco dai piedi a ventosa
- Ptyodactylus homolepis (Blanford, 1876)
- Ptyodactylus oudrii (Lataste, 1880)
- Ptyodactylus puiseuxi (Boutan, 1893)
- Ptyodactylus ragazzii (Anderson, 1898)